# Pitangueiras (Guarujá)
Vista de cima
Pitangueiras é uma praia e bairro central do município brasileiro de Guarujá, estado de São Paulo.
Pitangueiras é a primeira praia a ser vista, quer se chegue por balsa ou pela estrada pois localiza-se na área central da cidade, cujo bairro também tem o nome da praia e divide o litoral do município em praias tanto ao norte quanto ao sul. Boa para banho, urbanizada, tem longos edifícios por toda sua faixa costeira. É uma das praias com maior concentração de turistas; tem uma área preferida para a prática do surfe, junto ao Morro do Maluf (cujo nome correto é Morro da Campina) e bem no centro uma ilhota, habitada por urubus e caranguejos, denominada Pombeva. Nas Pitangueiras localiza-se também o calçadão onde ficam os restaurantes, bares e o Shopping La Plage. No extremo oeste da praia fica o Edifício Sobre as Ondas, construído tão próximo do mar que, quando a maré esta alta, a água chega a bater em sua base.
Esta praia no passado era conhecida como Praia das Laranjeiras, pois ali havia uma cultura de laranjeiras de propriedade de Dona Maria Malta, com o passar do tempo as laranjeiras foram substituídas por pés de pitanga, daí o nome Pitangueiras. Pitangueiras que é também o nome do bairro, onde localiza-se a rua Rio de Janeiro, uma rua fechada ao trânsito de veículos, ficando de uso exclusivo para os pedestres que frequentam os diversos barzinhos ali existentes.  Era a praia onde localizava-se o Grand Hôtel de La Plage, demolido na década de 1960 e o local onde Santos Dumont cometeu suicídio no dia 23 de julho de 1932, hoje no local é o Shopping La Plage. O bairro foi o cenário principal da Telenovela, Vende-se um Véu de Noiva exibido pelo SBT.
A população do bairro no censo de 2010 era de 6.689 habitantes.  A População masculina, representa 3.055 hab, e a população feminina, 3.634 hab.